# Аралкум (Алматинская область)
Аралкум (каз. Аралқұм) — село в Балхашском районе Алматинской области Казахстана. Входит в состав Караойского сельского округа. Код КАТО — 193657200.

## Население
В 1999 году население села составляло 177 человек (90 мужчин и 87 женщин). По данным переписи 2009 года, в селе проживало 57 человек (27 мужчин и 30 женщин).